# Sophisme du procureur
Le sophisme du procureur est un sophisme relatif au raisonnement statistique qui tire son nom de son utilisation comme argument en faveur de la culpabilité d'un accusé. Bien qu'il soit nommé d'après les procureurs judiciaires, ce sophisme n'est pas spécifique au monde juridique. Le terme de sophisme du procureur (prosecutor's fallacy) a été introduit par William C. Thompson et Edward Schumann en 1987.
Voici un exemple qui pourrait être utilisé par un procureur lors d'un procès : « On sait que le coupable possède un trait génétique que l'on trouve chez seulement 10 % de la population. Il se trouve que l'accusé possède ce trait. Il y a donc 90 % de chances que l'accusé soit coupable. »
Ce raisonnement est fallacieux, et résulte d'une mauvaise interprétation des probabilités conditionnelles. En effet, il ignore que la probabilité de la culpabilité de l'accusé, sachant qu'il possède le trait génétique en question, dépend en fait de la probabilité a priori pour l'accusé d'être coupable, qui est potentiellement bien plus faible.

## Formulation mathématique
On peut considérer la décision de déclarer l'accusé innocent ou coupable comme un problème de classification. Si on note {\displaystyle E} l'événement correspondant à l'observation d'un indice mettant en cause l'accusé (par exemple une concordance du test ADN) et {\displaystyle I} l'événement correspondant à l'innocence du suspect, on peut considérer les probabilités conditionnelles suivantes :
- {\displaystyle P(E|I)} est la probabilité que l'indice à charge soit observé bien que l'accusé soit innocent (le test est un faux positif) ;
- {\displaystyle P(I|E)} est la probabilité que l'accusé soit innocent ({\displaystyle I}), sachant que l'on a observé la présence de l'indice ({\displaystyle E}).

C'est cette dernière probabilité que le jury devrait prendre en compte pour prendre sa décision. En général, avec les techniques d'expertises policières modernes (par exemple un test ADN), la probabilité {\displaystyle P(E|I)} est très faible (peu de faux positifs). Le sophisme du procureur consiste à affirmer que, par conséquent, {\displaystyle P(I|E)} est elle aussi très faible. Or le théorème de Bayes nous montre que ces probabilités sont différentes :
{\displaystyle P(I|E)=P(E|I)\cdot {\frac {P(I)}{P(E)}}},
où {\displaystyle P(I)}est la probabilité de l'innocence de l'accusé a priori, indépendamment des indices récoltés, et {\displaystyle P(E)} est la probabilité d'observer l'indice sur une personne quelconque, qu'elle soit coupable ou innocente. Le rapport de ces probabilités est donc susceptible de modifier la probabilité de l'innocence de l'accusé. Le sophisme du procureur ignore l'effet de ce terme, qui peut drastiquement changer la probabilité de l'innocence, par exemple si la culpabilité est a priori très peu probable ou si la probabilité d'observer un test positif est élevée (par exemple, une recherche dans une base de données contenant de nombreuses entrées d'ADN).
Dans l'exemple où le coupable présente un trait génétique que possède seulement 10% de la population, {\displaystyle P(E)=10\%} ; sans information supplémentaire ({\displaystyle P(I)}, probabilité a priori que l'accusé soit innocent ; {\displaystyle P(E|I)}, probabilité qu'un individu innocent possède aussi le trait génétique), on ne peut en aucun cas déduire {\displaystyle P(I|E)}.

## Exemples

### Gagnant du loto
Considérons le cas d'un gagnant du loto que l'on accuse d'avoir triché. Au procès, le procureur calcule la probabilité de gagner au loto sans tricher, qui est très faible, de l'ordre d'une chance sur vingt millions. Il en conclut donc que l'accusé a seulement une chance sur vingt millions d'être innocent. L'erreur du raisonnement est de ne pas tenir compte du grand nombre de personnes ayant joué. Bien qu'une personne donnée ait peu de chance de gagner au loto, les chances qu'il y ait un gagnant parmi les nombreux joueurs du loto sont bien plus élevées.
Pour estimer la probabilité de l'innocence de l'accusé, on recourt au théorème de Bayes. Ici {\displaystyle E} correspond à l'événement « gagner au loto », et {\displaystyle I} à l'événement « l'accusé est innocent ». On connaît {\displaystyle P(E|I)} : une chance sur vingt millions. Pour appliquer le théorème de Bayes, il reste à estimer les deux probabilités {\displaystyle P(E)} et {\displaystyle P(I)}. {\displaystyle P(E)} est la probabilité absolue de gagner au loto. Si 10 millions de personnes ont joué, et qu'il n'y a eu qu'un seul gagnant, cette probabilité peut être estimée à une chance sur dix millions. {\displaystyle P(I)} est la probabilité de l'innocence d'un joueur quelconque, autrement dit la proportion de joueurs honnêtes, parmi les 10 millions de personnes ayant joué. Faisons l'hypothèse que cette probabilité soit de 99,99 % (ce qui correspond à 1000 tricheurs parmi les 10 millions de joueurs), la probabilité de l'innocence du gagnant du loto est de :
{\displaystyle P(I|E)=P(E|I)\cdot {\frac {P(I)}{P(E)}}={\frac {1}{20{\,}{000}{\,}{000}}}\cdot {\frac {\frac {99,99}{100}}{\frac {1}{10{\,}{000}{\,}{000}}}}={\frac {49,995}{100}}}.
On constate que la probabilité que le gagnant du loto soit innocent n'est pas d'une sur vingt millions comme le procureur l'avait avancé, mais plutôt autour d'une chance sur deux, ce qui est beaucoup moins convaincant.

### Procès de Sally Clark
En 1998, éclata l'affaire Sally Clark au Royaume-Uni,. Sally Clark fut accusée d'avoir donné la mort à son premier enfant 11 semaines après sa naissance, et son second enfant après 8 semaines. Le procureur appela comme témoin le pédiatre Roy Meadow, qui déclara que la probabilité que les deux enfants aient été tous deux victimes du syndrome de mort subite du nourrisson était d'environ une chance sur 73 millions. Cette probabilité, bien plus faible que le taux de morts subites du nourrisson enregistré, fut estimée par Roy Meadow sous l'hypothèse que les événements de mort subite étaient indépendants.
Meadow concéda que la possibilité d'une double mort subite accidentelle n'était pas à exclure, mais affirma qu'un tel événement serait tellement rare qu'il ne se produirait « qu'une fois par siècle », et que dans un pays où vivent 15 millions de familles de deux enfants, il était bien plus probable que la mort des deux enfants soient le résultat d'un syndrome de Münchhausen par procuration chez leur mère.
On peut tout d'abord critiquer le chiffre de 1 sur 73 millions avancé par Meadow, en remettant en cause l'hypothèse d'indépendance des morts subites du nourrisson. Ainsi certaines familles sont plus susceptibles que d'autres d'êtres frappées par ce syndrome, en raison par exemple de prédispositions génétiques.
De plus, même si ce chiffre était correct, le tribunal a succombé au sophisme du procureur en ignorant les probabilités a priori des autres possibilités, qui sont toutes très improbables. En effet, si la mort successive des deux nourrissons de causes naturelles est extrêmement improbable, leur double assassinat par leur propre mère l'est également. Il semble que personne n'ait songé à estimer cette probabilité durant le procès et à comparer la vraisemblance de ces deux événements hautement improbables.
Sally Clark fut condamnée pour meurtre en 1999, à la suite de quoi la Royal Statistical Society publia un communiqué mettant en évidence les erreurs statistiques du raisonnement. En 2004, Ray Hill, un professeur de mathématiques de l'Université de Salford publia un article estimant les probabilités de chacune des hypothèses, concluant que l'hypothèse du double accident était entre 4,5 et 9 fois plus probable que celle du double meurtre.
On découvrit que les rapports d'autopsie des deux enfants avaient ignoré des éléments à décharge, et une cour d'appel invalida le jugement et innocenta Sally Clark le 29 janvier 2003. Malheureusement, les trois années que Sally Clark passa injustement en prison causèrent chez elle de nombreux troubles psychiatriques, en particulier l'alcoolisme, ce qui causa sa mort en 2007.
Un autre exemple est le cas Lucia de Berk aux Pays-Bas,.